# Agrotis dufranei
Agrotis dufranei är en fjärilsart som beskrevs av Lambert-Joseph-Louis Lambillion 1907. Agrotis dufranei ingår i släktet Agrotis och familjen nattflyn. Inga underarter finns listade i Catalogue of Life.